# Nymphargus
Nymphargus – rodzaj płazów bezogonowych z podrodziny Centroleninae w rodzinie szklenicowatych (Centrolenidae).

## Zasięg występowania
Rodzaj obejmuje gatunki występujące na zachodnich stokach Andów Kolumbii i Ekwadoru oraz na wschodnich stokach Andów Kolumbii, Ekwadoru, Peru i Boliwii.

## Systematyka

### Etymologia
Nymphargus: gr. νυμφη numphē „nimfa, boginka”; Ἄργος Árgos „Argos”, w mitologii greckiej olbrzym o stu wiecznie czuwających oczach, które stały się oczkami na ogonie pawia.

### Podział systematyczny
Do rodzaju należą następujące gatunki:

- Nymphargus anomalus (Lynch & Duellman, 1973)
- Nymphargus armatus (Lynch & Ruiz-Carranza, 1996)
- Nymphargus balionotus (Duellman, 1981)
- Nymphargus bejaranoi (Cannatella, 1980)
- Nymphargus buenaventura (Cisneros-Heredia & Yánez-Muñoz, 2007)
- Nymphargus cariticommatus (Wild, 1994)
- Nymphargus caucanus Rada, Ospina-Sarria & Guayasamin, 2017
- Nymphargus chami (Ruiz-Carranza & Lynch, 1995)
- Nymphargus chancas (Duellman & Schulte, 1993)
- Nymphargus cochranae (Goin, 1961)
- Nymphargus colomai Guayasamin & Hutter, 2020
- Nymphargus cristinae (Ruiz-Carranza & Lynch, 1995)
- Nymphargus garciae (Ruiz-Carranza & Lynch, 1995)
- Nymphargus grandisonae (Cochran & Goin, 1970)
- Nymphargus griffithsi (Goin, 1961)
- Nymphargus humboldti Guayasamin, Cisneros-Heredia, McDiarmid & Hutter, 2020
- Nymphargus ignotus (Lynch, 1990)
- Nymphargus lasgralarias Hutter & Guayasamin, 2012
- Nymphargus laurae Cisneros-Heredia & McDiarmid, 2007
- Nymphargus lindae Guayasamin, 2020
- Nymphargus luminosus (Ruiz-Carranza & Lynch, 1995)
- Nymphargus luteopunctatus (Ruiz-Carranza & Lynch, 1995)
- Nymphargus manduriacu Guayasamin, Cisneros-Heredia, Vieira, Kohn, Gavilanes, Lynch, Hamilton & Maynard, 2019
- Nymphargus mariae (Duellman & Toft, 1979)
- Nymphargus megacheirus (Lynch & Duellman, 1973)
- Nymphargus megistus (Rivero, 1985)
- Nymphargus mixomaculatus (Guayasamin, Lehr, Rodríguez & Aguilar, 2006)
- Nymphargus nephelophila (Ruiz-Carranza & Lynch, 1991)
- Nymphargus ocellatus (Boulenger, 1918)
- Nymphargus oreonympha (Ruiz-Carranza & Lynch, 1991)
- Nymphargus phenax (Cannatella & Duellman, 1982)
- Nymphargus pijao Montilla, Arcila-Pérez, Toro-Gómez, Vargas-Salinas & Rada, 2023
- Nymphargus pluvialis (Cannatella & Duellman, 1982)
- Nymphargus posadae (Ruiz-Carranza & Lynch, 1995)
- Nymphargus prasinus (Duellman, 1981)
- Nymphargus rosada (Ruiz-Carranza & Lynch, 1997)
- Nymphargus ruizi (Lynch, 1993)
- Nymphargus siren (Lynch & Duellman, 1973)
- Nymphargus spilotus (Ruiz-Carranza & Lynch, 1997)
- Nymphargus sucre Guayasamin, 2013
- Nymphargus truebae (Duellman, 1976)
- Nymphargus vicenteruedai Velásquez-Álvarez, Rada, Sánchez-Pacheco & Acosta-Galvis, 2007
- Nymphargus wileyi (Guayasamin, Bustamante, Almeida-Reinoso & Funk, 2006)